# Selena Steele
Selena Steele (Los Angeles, 17 gennaio 1961) è un'ex attrice pornografica statunitense.

## Biografia
Nata da una famiglia di origini militari, è cresciuta ad Orange Country dove a 15 anni ha ottenuto il primo lavoro in un negozio di abbigliamento. Successivamente, ha iniziato una relazione con il capo di una compagnia assicuratrice dove ha lavorato per 5 anni nel reparto informatica. Annoiata dalla routine, ha iniziato a posare per diverse riviste e a ballare in diversi strip club.
Contattata dal regista John Leslie, ha fatto il debutto nell'industria pornografica con un piccolo ruolo nel film Chamelons. Nella sua carriera ha, quindi, girato oltre 70 scene ed è stata inserita nella Hall of Fame sia dagli AVN che dagli XRCO Award.

## Riconoscimenti

### AVN Award
- 1992 – Best Supporting Actress per Sirens[3]
- 2007 – Hall of Fame[4]

### XRCO Award
- 1992 – Underrated, Often Overlooked, But Always Hot a pari merito con Bionca, Deidre Holland e Tianna[5]
- 2004 – Hall of Fame[6]